# Дренково
Дрѐнково е село в Югозападна България, част от община Благоевград, област Благоевград. До 1960 година името на селото е Дреново (изписване до 1945 година: Дрѣнково).

## География
Село Дренково се намира в планински район.

## История
В гробищата на селото се намира средновековна църква.
Църквата „Свети Димитър“ е от 1890 година – паметник на културата.
В 1891 година Георги Стрезов пише за селото:
| „ | Дреново, лежи в полите на планината, на разстояние 3 часа на З от Джумая. Досега имали са само едно оборище; готвят се да правят църква. Имат си и училищно здание, без учител и ученици. Къщи 160, само българе. | “ |

 На 17 април 1944 година във въздушен бой с англо-американски изтребители над местността Поповци загива капитан Любен Захариев Кондаков, летец-изтребител. На лобното място на летеца има паметник. В София улица носи името „Капитан Любен Кондаков“.

## Население
Към 1900 година според известната статистика на Васил Кънчов („Македония. Етнография и статистика“) населението на селото брои 760 души, всичките българи-християни.
Численост на населението според преброяванията през годините:
| \| Година на преброяване \| Численост \| \| --------------------- \| --------- \| \| 1934 \| 997 \| \| 1946 \| 1012 \| \| 1956 \| 844 \| \| 1965 \| 578 \| \| 1975 \| 321 \| \| 1985 \| 195 \| \| 1992 \| 165 \| \| 2001 \| 123 \| \| 2011 \| 91 \| \| 2021 \| 64 \| |           |
| Година на преброяване | Численост |
| 1934 | 997       |
| 1946 | 1012      |
| 1956 | 844       |
| 1965 | 578       |
| 1975 | 321       |
| 1985 | 195       |
| 1992 | 165       |
| 2001 | 123       |
| 2011 | 91        |
| 2021 | 64        |

### Етнически състав
Преброяване на населението през 2011 г.
Численост и дял на етническите групи според преброяването на населението през 2011 г.:
|                     | Численост | Дял (в %) |
| Общо                | 91        | 100.00    |
| Българи             | 90        | 98.90     |
| Турци               | 0         | 0.00      |
| Цигани              | 0         | 0.00      |
| Други               | 0         | 0.00      |
| Не се самоопределят | 0         | 0.00      |
| Неотговорили        | 1         | 1.09      |

## Личности
Родени в Дренково
- Сотир Христов Календерски (1901 – 1923), изселен в Горна Джумая, шивач, член на БКП, участник в Септемврийското въстание с Горноджумайския отряд, след разбиването на отряда край река Ковачица в Рила е пленен от ВМРО и още същата вечер убит[9]
- Стоимен Величков Календерски – Чиме (1920 – 1944), български партизанин[10]
- Янчо Георгиев Аслански (1910 – 1998), дългогодишен работник в Държавна печатница София, автор на спомени за нелегалната дейност на комунистите в печатницата (1938 – 1944)[11]